# The Mission (ścieżka dźwiękowa)
The Mission – ścieżka dźwiękowa do filmu Misja. Została wydana w 1986 przez Virgin Records i składa się z jednego krążka CD. Płyta zawiera 20 utworów, wszystkie autorstwa Ennio Morricone.
Album w Polsce uzyskał status platynowej płyty.

## Lista utworów
1. „On Earth As It Is In Heaven” – 3:50
2. „Falls” – 1:55
3. „Gabriel's Oboe” – 2:14
4. „Ave Maria Guarani” – 2:51
5. „Brothers” – 1:32
6. „Carlotta” – 1:21
7. „Vita Nostra” – 1:54
8. „Climb” – 1:37
9. „Remorse” – 2:46
10. „Penance” – 4:03
11. „The Mission” – 2:49
12. „River” – 1:59
13. „Gabriel's Oboe” – 2:40
14. „Te Deum Guarani” – 0:48
15. „Refusal” – 3:30
16. „Asuncion” – 1:27
17. „Alone” – 4:25
18. „Guarani” – 3:56
19. „The Sword” – 2:00
20. „Miserere” – 1:00